# Pälsmössa m/1885-1904

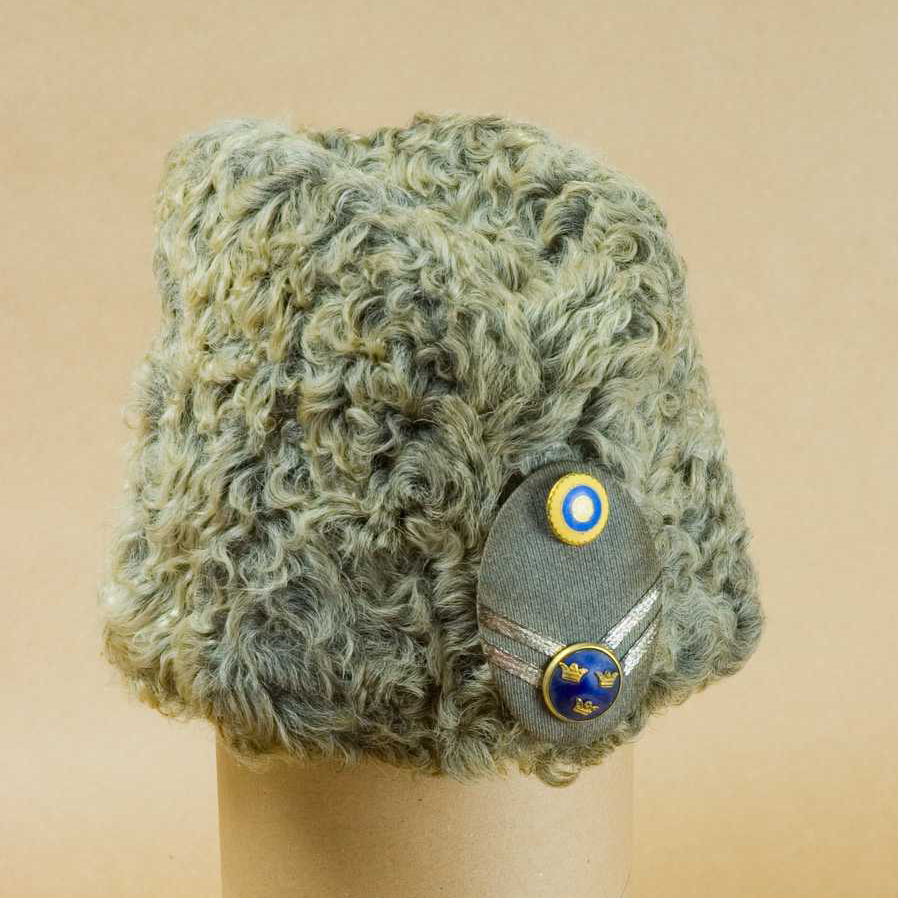
Pälsmössa m/1885-1904 för kapten vid Intendenturkåren.

Pälsmössa m/1885-1904 var en pälsmössa som användes inom försvarsmakten.

## Utseende
Denna pälsmössa är delvis en variant av sin föregångare, pälsmössa m/1885 och är tillverkad i ljusgrått skinn. Officerare har agraff och kokard m/1865 som i detta fallet benämns pälsmössemärke m/1904.

## Användning
Denna pälsmössa användes inom hela armén och ersatte pälsmössa m/1885 vid nyanskaffning år 1904.